# 红卫农场
红卫农场是一个位于中华人民共和国黑龙江省双鸭山市饶河县的农场，亦是黑龙江省农垦建三江管理局所属的一个农场。
红卫农场地处三江平原腹地，总面积674平方公里，耕地面积58万亩，人口1.3万人。

## 行政区划
红卫农场下辖以下单位：
红卫场直社区、红卫农场第一管理区、红卫农场第二管理区、红卫农场第三管理区、红卫农场第四管理区、红卫农场第五管理区、红卫农场第六管理区、红卫农场第七管理区、红卫农场第八管理区、红卫农场第九管理区、红卫农场第十管理区和红卫农场第十一管理区。